# 2006年トリノオリンピックのウクライナ選手団
2006年トリノオリンピックのウクライナ選手団（2006ねんトリノオリンピックのウクライナせんしゅだん）は、2006年2月10日から2月26日までイタリアのトリノで開催された2006年トリノオリンピックのウクライナ選手団、およびその競技結果。

## 概要
今大会は銅メダル2個を獲得した。ウクライナ勢のメダル獲得は1998年長野オリンピック以来2大会ぶり。

## メダル
| メダル | 選手名                                    | 競技               | 種目                |
| ------ | ----------------------------------------- | ------------------ | ------------------- |
| 銅     | エレーナ・グルシナ ルスラン・ゴンチャロフ | フィギュアスケート | アイスダンス        |
| 銅     | リリア・エフレモワ                        | バイアスロン       | 女子7.5kmスプリント |